# Folke Lindström
Folke Gustav Lindström, född 3 april 1917 i Umeå, död 8 juni 2001, var en svensk väg- och vattenbyggnadsingenjör.
Lindström, som var son till urmakaremästare Gustaf Lindström och Olga Johansson, avlade studentexamen 1939 och utexaminerades från Kungliga Tekniska högskolan 1944. Han anställdes vid lantmäteristaten 1944, var tillförordnad byråingenjör och tillförordnad byrådirektör vid Lantmäteristyrelsens stadsbyrå 1950–1952, blev stadsingenjör i Skellefteå stad 1952, i Landskrona stad sedan 1958, planeringschef där sedan 1963. Han var ordförande i Landskrona tekniska förening sedan 1965 och vice ordförande i föreningen Landskronatraktens natur sedan 1965.